# London Bridge (Lake Havasu City)
Pour les articles homonymes, voir London Bridge.
Le London Bridge (« pont de Londres ») est un pont situé à Lake Havasu City, en Arizona, aux États-Unis.

## Histoire
Cet ouvrage, qui datait de 1831, enjambait autrefois la Tamise à Londres en Angleterre jusqu'à son démantèlement en 1967 et son remplacement par l'actuel pont. C'est l'entrepreneur Robert P. McCulloch (en) qui achète celui-ci en 1969 pour l'installer à Lake Havasu City, ville qu'il a fondée cinq ans auparavant dans l'Arizona. La reconstruction du pont est achevée en 1971 et il enjambe depuis un canal du Lac Havasu que McCulloch avait également fait creuser.

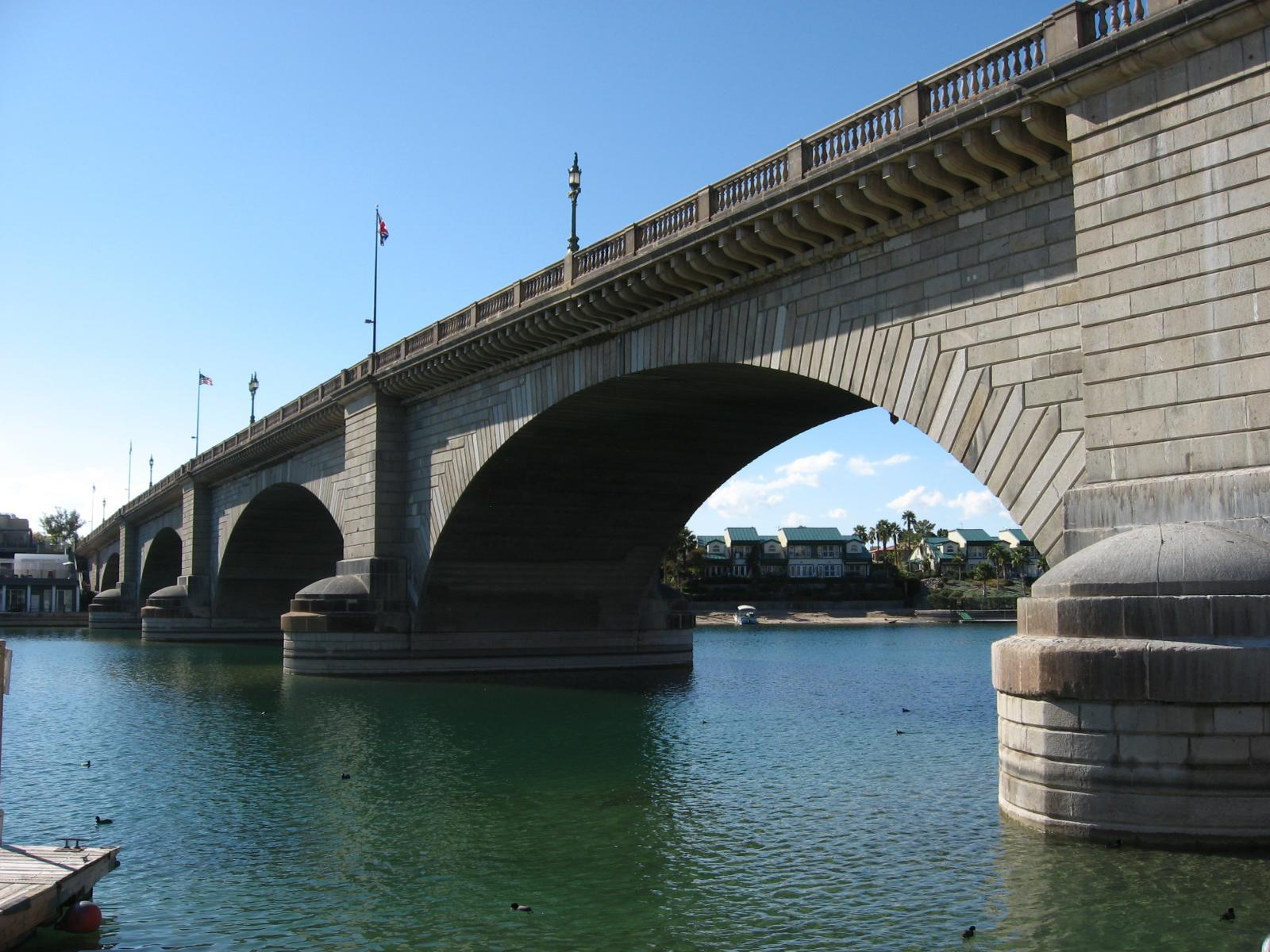
Le London Bridge.

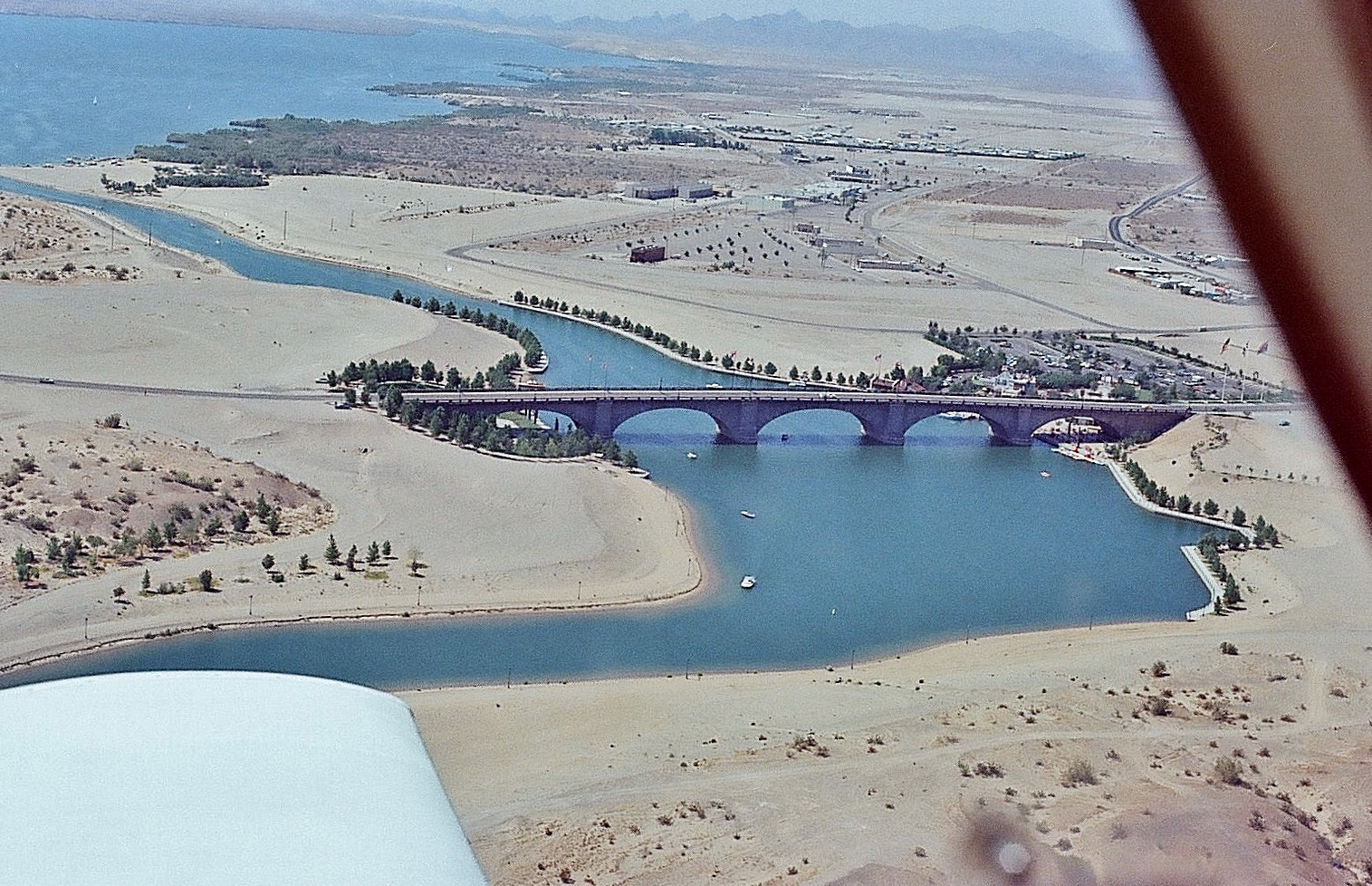
Le pont à Lake Havasu City, 1973.

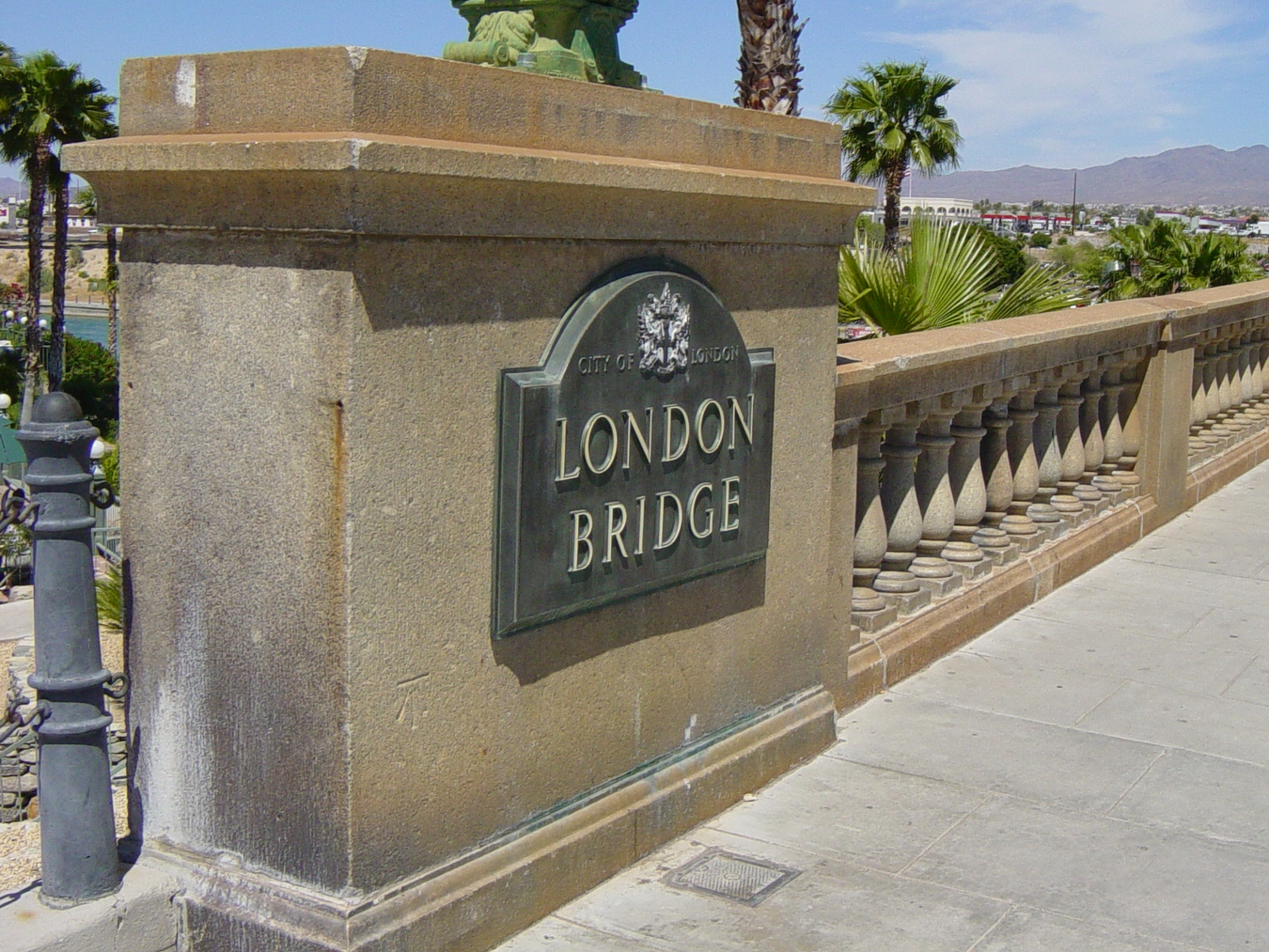
Plaque de la City of London sur le pont.